# ایوانه ماتسویی
ماتسویی ایوانه (به ژاپنی: 松井 石 根) (به انگلیسی: MATSUI Iwane) ارتشبد ارتش سلطنتی ژاپن در جنگ دوم چین و ژاپن بود. او فرماندهٔ نیروهای اعزامی فرستاده شده به چین (جمهوری خلق چین) در جنگ جهانی دوم بود. پس از جنگ به اتهام جنایات جنگی و مسئولیت داشتن در کشتار نانکینگ توسط دادگاه نظامی بین‌المللی برای خاور دور به اعدام محکوم و حلق آویز شد.